# Dąbrowno (Silésie)
Pour les articles homonymes, voir Dąbrowno.
Dąbrowno (prononciation : [dɔmˈbrɔvnɔ]) est une localité polonaise de la gmina de Niegowa, située dans le powiat de Myszków en voïvodie de Silésie.